# Guerra de la Sexta Coalición
La Sexta Coalición (1812-1814) fue una coalición formada por el Reino Unido, España, Portugal, Rusia, Prusia, Suecia, Austria y cierto número de Estados germánicos para combatir al Imperio francés de Napoleón y sus aliados. Como resultado de esta guerra, Napoleón fue derrocado y confinado a la isla de Elba.

## Historia
Tras el desastre de la Grande Armée en Rusia, las potencias continentales que habían sido humilladas constantemente por Napoleón en varias guerras a lo largo de toda una década, vieron finalmente una oportunidad de derrotarle y se unieron a la coalición que hasta entonces consistía en la alianza entre rusos, británicos, españoles y portugueses (estos últimos en la Guerra de la Independencia Española).
Bonaparte, a pesar de grandes éxitos donde su genio brilló con fuerza (como la batalla de Dresde, donde derrotó a tropas que casi le doblaban en número), se vio obligado a reorganizar sus ejércitos a lo largo de todas las líneas de defensa, estando desesperadamente falto de caballería. Por último fue derrotado en la batalla de Leipzig en Sajonia, en octubre de 1813, y los aliados emprendieron la exitosa invasión de Francia en 1814, que forzó a Napoleón a abdicar y abrió el camino a la restauración de los Borbones. La Grande Armée cruzará el río Rin entre los días 2 a 3 de noviembre.
Varias decenas de miles de combatientes franceses quedaron cercados, a su suerte, en la fortaleza de Maguncia tras perder otros 16 000 soldados en la ciudad a causa de una mortal epidemia de tifus, llamada Typhus de Mayence. La importancia de Maguncia como ciudad fortificada en esta guerra dio lugar a que un año después, unos meses tras la caída del Imperio francés, se construyera en ella la primera fortaleza confederada y su ciudadela.
En total, es posible que lucharan en este conflicto hasta dos millones y medio de soldados, siendo el total de muertos de unos dos millones (algunas estimaciones sugieren que alrededor de un millón de ellos murió solo en la campaña rusa). Esto incluye las batallas de Smolensk, Borodino, Lützen, Dresde y la épica batalla de las Naciones (la mayor de todas las guerras napoleónicas, así como la mayor en la historia de la Europa Occidental hasta la Primera Guerra Mundial).
La etapa final de la campaña, la defensa de Francia, hizo volver al emperador a la lucha al frente de sus tropas contra un enemigo inmensamente superior en número en la Campaña de los Seis Días, la cual muchos consideran la mejor campaña de toda su carrera. Finalmente, sus anteriores pérdidas en Rusia y Alemania, así como el número abrumador de efectivos coaligados fueron demasiado grandes como para ser remediados en esta última etapa. Los aliados terminaron ocupando París el 31 de marzo de 1814. Los mariscales franceses  se negaron a seguir luchando y forzaron al emperador a abdicar.

## Referencias

Mapa de Europa en 1812, en rojo la Sexta Coalición y en azul el bando napoleónico